# Бирдал, Акын
Акын Бирдал (тур. Akın Birdal, род. 2 января 1948, Нигде, Нигде) — турецкий политик и правозащитник. С 2007 по 2009 годы являлся членом Великого национального собрания от партии демократического общества, с 2009 по 2011 годы — от партии мира и демократии. Почётный президент турецкой ассоциации по правам человека, в период с 1992 по 1998 годы являлся её председателем.

## Биография
Окончил сельскохозяйственный факультет Анкарского университета. Для получения степени магистра поступил в Университет Гази, но был вынужден прервать карьеру после переворота, случившегося в 1980 году.
В 1986 году стал одним из основателей турецкой ассоциации по правам человека, а также её генеральным секретарём. В 1992 году был избран её председателем. 12 мая 1998 года на Бирдала было совершено покушение, двое убийц выпустили в него 13 пуль. Ответственность за покушение взяла на себя группировка «Турецкие бригады мести». В 1999 году Бирдал был приговорён к 20 месяцам тюремного заключения за нарушение статьи 312 Уголовного кодекса Турции (разжигание расовой или религиозной ненависти с целью неподчинения закону), за речи, произнесённые им в 1995-96 годах . После этого он был признан узником совести организацией Amnesty International. Европейский суд по правам человека, рассмотрев дело Бирдала, признал, что в его отношении были нарушены статьи 10 (Свобода выражения мнения) и 6 (Право на справедливое судебное разбирательство) Европейской конвенции о защите прав человека и основных свобод.
В 2002 году Бирдал принял участие в создании Социалистической демократической партии Турции, он также стал её председателем, но отказался от этого поста, после того, как был избран вице-президентом Международной федерации за права человека. В 2007 году баллотировался в ходе парламентских выборов как независимый кандидат, был избран членом Великого национального собрания Турции от Диярбакыра. Вступил в партию демократического общества, затем в партию мира и демократии.
В конце 2015 года стал одним из подписантов заявления 127 представителей интеллигенции и журналистов, в котором осуждался захват турецкой полицией холдинга Koza İpek.
Женат, двое детей.